# Monroa
Monroa là một chi bướm đêm thuộc họ Geometridae.